# 蒋士铨
蔣士銓（1725年—1785年），字心馀、苕生，號藏園，又號清容居士，乳名雷鸣。江西鉛山縣人，生于南昌府小金台蒋宅，清代翰林、詩人。

## 生平
先世姓钱，居浙江湖州府长兴县（今湖州市长兴县）九里泷庵画溪头。祖父钱承荣因避兵乱，流落铅山县永平镇，为蒋家收为子嗣。後生蒋坚，长期在山西泽州擔任師爺。蒋士铨生於雍正三年（1725年）十月二十七日夜，當晚有雷雨，乳名雷鸣。蒋士铨四岁開始识字。九歲時，其母钟令嘉授以《礼记》、《周易》、《毛诗》，课督甚严，在病中仍要背誦唐詩。十五岁，受业于王允升，修习諸经，开始作诗。乾隆十年（1745年）娶南昌张氏女。乾隆十一年（1746）蒋士铨应童子试受知於金德瑛。蒋士铨年轻时经常患病。乾隆二十年，有一回夜间做梦，梦见阴间鬼神召他去做冥官。
乾隆二十二年（1757年）丁丑科進士，選庶吉士，散館授翰林院編修，“以刚介为和珅所抑”，乾隆二十九年（1762年）辭官，与袁枚有往來。乾隆三十一年（1764年）应浙江巡抚熊廉村之聘，主講於蕺山書院。乾隆四十二年（1777年）乾隆帝南巡，赐诗彭元瑞：“江右两名士，汝今为贰卿。”，稱士銓與彭元瑞兩人為“江右兩名士”。蒋士铨感激之餘，抱病入朝，充国史馆纂修官，修《开国方略》，计十四卷。又與袁枚、趙翼並稱“江右三大家”。
晚年有風疾，“右体从此废，语言为伊嗄”。乾隆五十年（1785年）二月二十四日（4月3日）病逝于南昌藏园。

## 著作
蔣士銓工诗词，尤长剧曲，所作《第二碑》、《冬青树》皆负盛名。早年詩學李商隱，再改學杜甫、韓愈，五十歲以後“不依傍古人，而為我之詩矣。”
其詩題材廣泛。其中一部分反映著社會矛盾，同情民間疾苦，如《饑民嘆》、《禁砂錢》。有《忠雅堂集》。

## 墓葬
蔣士銓墓位于中国江西省上饶市铅山县永平镇文家桥西董家坞村。

## 延伸阅读
[在维基数据编辑]
 在维基文库阅读此作者作品（ 在维基共享资源阅览影像）
 《清史稿·卷485》，出自趙爾巽《清史稿》